# Орудие смерти
«Орудие смерти» (кор. 아이들, Aideul) — южнокорейский детективный фильм 2011 года, основанный на реальной трагической истории, получившей название «Лягушачьи мальчики». Режиссёр: Ли Гю Ман. Оригинальное название фильма переводится как «Дети…».

## Сюжет
Фильм рассказывает одну из версий так и оставшегося нераскрытым преступления, где фигурирует безумный маньяк, работавший на местной скотобойне.
26 марта 1991 года в Южной Корее проходили выборы в местные советы территориально-административных единиц низшего уровня. Правительство страны объявило этот и предыдущий день выходными. В этот день шесть мальчиков собрались дома у своего приятеля 12-летнего Чо Хо-Ёна и сильно там расшумелись, из-за чего им было строго наказано идти играть на улицу. Поскольку один из мальчишек, Ким Тхэ-Льён, в тот день не успел позавтракать, то вернулся к себе домой. Оставшиеся пятеро решили отправиться в соседний лес на горе Варён. Ким Тхэ-Льён догнал группу у подножья горы, но, по ряду причин, отказался от участия в походе. Родители искали детей вокруг горы примерно с шести часов вечера и заявили о пропаже в полицию в 19:50. Полиция посчитала, что дети потерялись на горе и вместе с родителями прочёсывала местность до 3-х утра следующего дня, но не смогла их найти.
В 1996 году Кан Джи Сын (Пак Ён У), сделавший карьеру режиссёра-документалиста, переведён в провинцию после того, как был обличён и публично опозорен за фальсификацию отмеченного наградами документального фильма. Он решает взяться за дело о пропавших детях в надежде триумфально вернуться в профессию. Кан объединяется с не менее амбициозным профессором, который надеется сделать себе имя, раскрыв преступление. Теория профессора о причастности родителей к пропаже детей, которая, кажется, имеет немало убедительных доказательств, заставляет их провести раскопки в доме Чон Хо, что в конечном итоге настраивает общественность против них и вынуждает прервать расследование. Потерпев неудачу, Кан возвращается в Сеул, к привычной жизни к жене и новорожденной дочери, но профессор продолжает настаивать на виновности родителей.
2002 год. В следствии тайфуна и оползней двое местных обнаруживают на горе останки. Родители детей опознают их одежду. Кан приезжает, чтоб вести репортаж. Узнав его, родители обвиняют режиссера в смерти отца Чон Хо, у которого был обнаружен рак. Профессор, потерявший из-за своего расследования уважение и работу, продолжает настаивать на своей версии, утверждая, что останки были перемещены, так как гору проверяли множество раз. Патологоанатом, узнавший Кана из репортажей, раскрывает ему некоторые детали убийства: дети были связаны особым рифовым узлом, их не перемещали, а на голове одного из мальчиков обнаружены следы удара каким-то специальным инструментом. Детектив Пак, занимающийся делом с самого начала, наводит на мысль о незнакомце-рыбаке, машину которого он когда-то видел у дома Чон Хо. Так как ему не были выдвинуты никакие обвинения, то Кан самостоятельно начинает расследование и приезжает к владельцу машинного номера. Пока он отсутствует, Кан осматривает его комнату и находит множество материалов, связывающих неизвестного в том числе и с пропажей еще двух детей, случившейся неделю назад. Кан решает проследить за ним, но засыпает в машине, пока тот, сначала заметив следы присутствия в его комнате постороннего, а потом и заметив самого Кана снаружи, фотографирует номера и регистрационный номер его машины. На следующий день незнакомец забирает дочь Кана Сухен из школы и подвозит ее к дому. Сухен говорит, что упала с качели и повредила колено, а Кан замечает, что ее колено перевязано таким же рифовым узлом, который использовал убийца мальчиков на горе. Кан пытается догнать машину. Погоня приводит его на бойню, где незнакомец, которого тут знают под именем Джу Хван, работает забойщиком коров вручную, а его рабочий инструмент очень похож на тот, который использовали во время убийства мальчиков. Кан обвиняет его в убийствах. В завязавшейся драке Джу Хван побеждает, но оставляет Кана в живых с пониманием, что у того нет и не будет никаких доказательств. На слушаниях о причине смерти родителям дают посмотреть на собранные воедино оставшиеся фрагменты тел и одежду их детей, что приводит их к истерикам. Кан просит прощения у вдовы Чон Хо, но та не держит на него зла: одной из причин подозревать семью было то, что мать не нажала на встроенную в телефон кнопку вызова полиции при звонке от ее сына пару месяцев спустя после их пропажи. На самом деле она знала, что звонивший - не ее сын, но хотела таким образом возобновить поиски детей, так как полиция постепенно теряла интерес к делу. 
Фильм заканчивается кадрами из начала, когда дети поднимаются на гору, но теперь с ними и отец Чон Хо. В эпилоге говорится, что срок давности по делу истек в 2007 году, за убийство мальчиков никто не был осужден. 

## В ролях
- Пак Ён У — Кан Джи Сын
- Рю Сын Нён — Хван
- Сон Дон Иль — Пак
- Сон Джи Ру — отец Чон Хо Ёна
- Ким Ё Джин — мать Чон Хо Ёна
- Пак Пён Ын — Ким Джу Хван
- Ким Гу Тхэк — отец У Чхоль-Вона

## Награды
- Buil Film Awards: Ким Ё Джин (лучшая женская роль второго плана)
- Сеульский международный женский кинофестиваль: Ом Джу Ён (лучший продюсер)

## Критика
Автор портала HanCinema эксперт в азиатском кино
Панос Котцатанасис в своей рецензии отмечал, что «сценарий максимально приближен к фактам, хотя и добавляет некоторые элементы вымысла». Он положительно оценил игру ведущих актёров, а также похвалил работу оператора и монтажёра. По его мнению, «„Орудие смерти“ — отличный фильм, превосходный во всех аспектах, за исключением заключительной части, которая фактически лишает его статуса шедевра». По словам Евгении Акуловой («Российская газета»): «Эта двухчасовая картина довольно любопытна. Здесь нет бешеной динамики или оглушительных погонь с перестрелками, зато с лихвой хватает тяготящей атмосферы, разнообразных теорий случившегося (одна бредовее другой) и присущей корейскому кинематографу эмоциональной надрывности».